# Бахтияровка (Липецкая область)
Бахтия́ровка — деревня в Измалковском районе Липецкой области России. Входит в состав Васильевского сельсовета.

## География
Бахтияровка находится в западной части региона, в лесостепной зоне, на левом берегу реки Семенёк, образующей обширный Глотовский пруд, примерно в 138 км (по шоссе) западнее Липецка. На противоположном берегу расположено село Васильевка.
Высота центра селения над уровнем моря 233 м.

### Климат
Климат характеризуются как умеренно континентальный, с умеренно холодной продолжительной зимой и тёплым летом. Средняя температура воздуха самого холодного месяца (января) — −11 — −9,9 °C; самого тёплого месяца (июля) — 19,5 — 20 °C. Вегетационный период длится в среднем 180 дней. Среднегодовое количество атмосферных осадков варьирует в пределах от 450 до 500 мм, из которых около 75 % выпадает в тёплый период в виде дождя.

## Население
| 2010 |
| ---- |
| 21   |

### Национальный состав
Согласно результатам переписи 2002 года, в национальной структуре населения русские составляли 100 % из 29 чел.

## Инфраструктура
Личное подсобное хозяйство.
Основа экономики — сельское хозяйство.

## Транспорт
Через деревню проходит просёлочная дорога, имеется одна улица — Заречная.
Ближайшая остановка общественного транспорта «Васильевка» находится в пешей доступности в соседнем селе.